# Przewięź (Augustów)
Przewięź – część miasta Augustów w Polsce położonego w województwie podlaskim, w powiecie augustowskim, na obszarze Puszczy Augustowskiej u zbiegu drogi krajowej nr 16 (Gościniec Sejneński) i drogi wojewódzkiej nr 672 Przewięź-Rudawka (Gościniec Puszczański).
Przewięź leży w północno-wschodniej części Augustowa tuż przy granicy miasta. Od północy graniczy z Przewięzią w gminie Płaska, zaś od południa z należąca również do Augustowa Studzieniczną. W Przewięzi znajduje się śluza na Kanale Augustowskim łącząca jeziora Studzieniczne (wyspowy rezerwat Brzozowy Grąd) z Białym Augustowskim. Południowa część dawnej Przewięzi została włączona w granice administracyjne Augustowa w 1973, północna część pozostała osadą poza granicami miasta.